# ベッレグラ
ベッレグラ（伊: Bellegra）は、イタリア共和国ラツィオ州ローマ県にある、人口約2,600人の基礎自治体（コムーネ）。

## 地理

### 位置・広がり
ローマ県東部のコムーネ。

#### 隣接コムーネ
隣接するコムーネは以下の通り。
- アッフィーレ
- ジェラーノ
- オレーヴァノ・ロマーノ
- ピゾニアーノ
- ロッカ・サント・ステーファノ
- ロイアーテ
- サン・ヴィート・ロマーノ

### 気候分類・地震分類
ベッレグラにおけるイタリアの気候分類 (it) および度日は、zona E, 2758 GGである。
また、イタリアの地震リスク階級 (it) では、zona 2B (sismicità media) に分類される。

## 行政

### 山岳部共同体
広域行政組織である山岳部共同体「アニェーネ山岳部共同体」 (it:Comunità montana dell'Aniene) （事務所所在地: アーゴスタ）に属する。

### 分離集落
ベッレグラには、以下の分離集落（フラツィオーネ）がある。
- Vennere, Maiuro le cese, Camorano, Fontanafresca, Vaccarecce, Vadocanale, La Missione